# Eamon Duffy
Eamon Duffy, född 9 februari 1947 i Dundalk i County Louth, är en irländsk professor emeritus i kyrkohistoria vid University of Cambridge, och tidigare rektor för Magdalene College.
Duffy beskriver sig själv som "katolik sedan barnsben" och är specialiserad på Storbritanniens religionshistoria under 1400- - 1600-talet. Duffys arbete har starkt bidragit till att förändra synen på katolicismen i England, som i protestantisk historieskrivning har skildrats som på utdöende vid tiden för reformationen. Duffy menar att den var vid full vigör och utgjorde en livfull kulturell kraft.
Hösten 2007 var han programledare för programserien 10 Popes Who Shook the World i BBC Radio 4. I programmet skildrade man påvarna Petrus, Leo I, Gregorius I, Gregorius VII, Innocentius III, Paulus III, Pius IX, Pius XII, Johannes XXIII och Johannes Paulus II.
I Sverige ansluter sig teologen Stina Fallberg Sundmark till Duffys forskningslinje.

## Priser och utmärkelser
- Hawthornden Prize 2002 för The Voices of Morebath: Reformation and Rebellion in an English Village

### I svensk översättning
- Helgon och syndare : en bok om påvarnas historia, 2000. Originaltitel "Saints and sinners"[3]

### På engelska
- 1989 - Humanism, Reform and the Reformation: The Career of Bishop John Fisher, tillsammans med Brendan Bradshaw
- 1992 - The Stripping of the Altars: Traditional Religion in England, c.1400 to c.1580
- 1997 - Saints and Sinners, a History of the Popes
- 2001 - The Voices of Morebath: Reformation and Rebellion in an English Village
- 2004 - Faith of Our Fathers: Reflections on Catholic Tradition
- 2006 - Walking to Emmaus
- 2007 - Marking the Hours: English People and Their Prayers, 1240-1570
- 2009 - Fires of Faith: Catholic England under Mary Tudor
- 2011 - Ten Popes Who Shook the World
- 2012 - Saints, Sacrilege and Sedition: Religion and Conflict in the Tudor Reformations